# Comenziolo
Comenziolo (in greco Κομεντίολος?, Komentiolos; ... – 602) è stato un generale bizantino vissuto nel VI secolo all'epoca dell'imperatore Maurizio (r. 582-602). Ebbe un ruolo importante nelle campagne balcaniche dell'imperatore Maurizio, e combatté anche in Oriente contro i Persiani Sasanidi, ma fu giustiziato nel 602 in seguito alla rivolta dell'esercito bizantino che portò al potere Foca (r. 602-610).

## Biografia

Mappa dei Balcani settentrionali nel corso del VI secolo.

Niente è noto dei primi anni di vita di Comenziolo, a parte che provenisse dalla Tracia. È attestato per la prima volta nel 583 quando, in qualità di funzionario (scribon) degli Excubitores, la guardia del corpo imperiale, prese parte a un'ambasceria bizantina a Baian (r. 562-602), il khagan degli Avari. Secondo lo storico Teofilatto Simocatta, Comenziolo fece inferocire il khagan con delle dichiarazioni ardite e fu per questo imprigionato per un giorno.
È verosimile che la fiducia dell'imperatore Maurizio nei suoi confronti sia da datare all'epoca antecedente alla sua ascesa al trono, quando il futuro sovrano era comandante degli Excubitores. Per tutta la durata della sua carriera, Comenziolo rimase leale a Maurizio venendone ripagato. Nel 584, in seguito alla conclusione di una tregua con gli Avari, fu posto al comando di un reggimento (taxiarchia) a cui fu dato il compito di operare contro le tribù slave che stavano devastando la Tracia e che erano penetrate fino alle Lunghe Mura di Anastasio, il sistema difensivo esterno di Costantinopoli. Comenziolo li sconfisse nei pressi del fiume Erginia, nelle vicinanze delle Lunghe Mura. Come ricompensa per il successo conseguito, fu elevato al grado di magister militum praesentalis nel 585.
In questa occasione, o forse in un periodo di poco posteriore (come altra data possibile è stata proposta il 589), Comenziolo fu elevato al rango supremo di patricius. Nell'estate del 585 sconfisse di nuovo una consistente armata di Slavi, e nel 586 fu posto al comando della guerra contro gli Avari, che avevano violato il trattato di pace. Nel 587 Comenziolo, radunato un esercito di 10 000 uomini ad Anchialo, tese un'imboscata al khagan avaro nei pressi dei Monti Balcani, ma essa fallì.

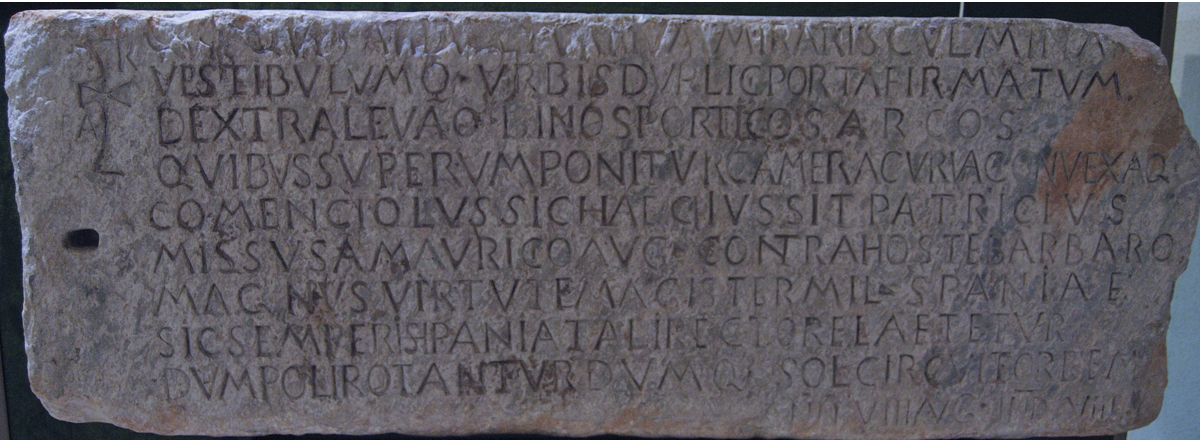
L'"Iscrizione di Comenziolo", da Carthago Nova (Cartagena)

Mappa della frontiera romano-persiana.

Non è da escludere che nel 589 Comenziolo possa aver servito come magister militum nella provincia di Spania (Spagna meridionale): una iscrizione recante il suo nome è stata rinvenuta a Carthago Nova, ma potrebbe essere stata eretta da un omonimo. In ogni caso, nell'autunno del 589 era sicuramente in Oriente, subentrando a Filippico al comando delle operazioni militari sulla frontiera orientale contro i Persiani Sasanidi. Il suo esercito sconfisse i Persiani nella Battaglia di Sisauranon nello stesso anno e tentò invano di riconquistare Martiropoli. Secondo la versione dei fatti tramandata da Teofilatto, Comenziolo sarebbe fuggito vilmente verso Teodosiopoli (odierna Ras al-Ayn) mentre la battaglia di Sisauranon era ancora in corso, Eraclio il Vecchio (padre del futuro imperatore Eraclio I) avrebbe assunto il comando delle truppe rimanenti e le avrebbe condotte alla vittoria; Teofilatto, tuttavia, scrisse la sua opera durante il regno di Eraclio, e si sospetta che per tale motivo avesse esagerato o inventato la viltà di Comenziolo con lo scopo di glorificare il padre del suo imperatore, anche perché il resoconto della battaglia fornito dal coevo Evagrio Scolastico non menziona per niente Eraclio il Vecchio e riporta che Comenziolo non fuggì ma rimase a combattere fino alla fine. Nella primavera del 590, comunque, mentre si trovava nei propri quartieri generali a Hierapolis, ricevette un ospite inaspettato: il legittimo re persiano, Cosroe II (r. 590-628), fuggito in territorio bizantino per implorare aiuto contro l'usurpatore Bahram VI Chobin (r. 590-591). L'imperatore Maurizio decise di fornire aiuti militari al monarca esiliato Cosroe affinché potesse recuperare il trono perso durante la guerra civile. Il comando della spedizione era stato inizialmente affidato a Comenziolo, ma, in seguito alle proteste di Cosroe che lo accusò di essere stato irriguardoso nei suoi confronti, il suo posto fu preso da Narsete. Comenziolo prese comunque parte alla campagna militare come comandante dell'ala destra dell'esercito. Cosroe II, recuperato il trono, ricompensò i Romani per il loro aiuto acconsentendo a firmare un trattato che pose fine a una guerra ventennale, con il quale i Persiani accettarono di restituire tutte le città che avevano occupato in Mesopotamia nel corso del conflitto, oltre a cedere gran parte della Persarmenia ai Romani.
Il raggiungimento di una pace favorevole sul fronte orientale permise a Bisanzio di concentrare le proprie forze contro le incursioni di Avari e Slavi nei Balcani. Nel 598, a Comenziolo fu affidato il comando delle operazioni contro gli Avari, probabilmente con il grado di magister militum per Thracias. Dopo aver subito una pesante sconfitta, dovuta secondo le fonti ostili alla sua incapacità di schierare correttamente i suoi soldati in battaglia, il suo esercito si disperse ed egli stesso fuggì a Costantinopoli, dove fu accusato di tradimento. Queste accuse decaddero per decisione dell'imperatore e Comenziolo fu riconfermato come comandante delle truppe di campo della Tracia. I risultati successivi non sono molto lusinghieri: Teofilatto Simocatta, la principale fonte primaria per il periodo in questione, lo accusa di essersi finto malato per evitare di prendere parte alla offensiva condotta dal generale Prisco contro gli Avari nel 599 e poi successivamente lo critica per la decisione, presa nello stesso anno, di percorrere in pieno inverno con la propria armata la via di Traiano, con il risultato che a causa del gelo e delle intemperie un gran numero di animali da soma e diversi soldati morirono lungo il tragitto. Michael Whitby, tuttavia, ritiene ingenerose tali accuse di incapacità o inazione sostenendo che probabilmente la sua intenzione era quella di riaprire la via di Traiano e rimuovere il pericolo di imboscate slave, un'operazione che avrebbe potuto essere compiuta soltanto d'inverno, quando gli alberi fornivano una protezione minore agli Slavi; inoltre Whitby accusa Simocatta di avere un marcato pregiudizio in favore di Prisco, soprattutto per quanto concerne il resoconto delle campagne balcaniche, in cui gli altri generali (Comenziolo e Pietro) vengono ingenerosamente denigrati e descritti come degli incompetenti, con i loro successi regolarmente sminuiti o attribuiti ai loro subordinati, mentre le vittorie di Prisco vengono esaltate e le sue sconfitte omesse. Nel 600 non vi furono battaglie nei Balcani mentre nel 601 il comando dell'esercito di Tracia venne affidato a Pietro. Nel 602, quando l'esercito si rivoltò contro Maurizio, a Comenziolo fu affidata la difesa delle Mura di Costantinopoli. Quando Foca prese la città e il potere, Comenziolo fu tra i primi esponenti del vecchio regime a essere giustiziati.